# Paris Saint-Germain Football Club 2013-2014 (femminile)
Questa voce raccoglie le informazioni riguardanti la squadra femminile del Paris Saint-Germain nelle competizioni ufficiali della stagione 2013-2014.

## Stagione
La stagione 2013-2014 della squadra femminile del Paris Saint-Germain è la tredicesima consecutiva del club nella massima serie francese di categoria e la ventitreesima a questo livello dal 1979. Viene confermato Farid Benstiti come tecnico della squadra, alla sua seconda stagione, dopo che era riuscito a portare il PSG al secondo posto in classifica, cosa che era riuscita solo al predecessore Camillo Vaz nel campionato 2010-2011, riportandola in UEFA Women's Champions League.
Gli obiettivi per questa seconda stagione di calcio professionistico sono stati rivisti al rialzo in seguito all'investimento dei proprietari qatarioti, puntando a una buona prestazione a livello europeo e al titolo del campionato francese.

## Divise e sponsor
La grafica è quella adottata dalla squadra maschile del Paris Saint-Germain. Lo sponsor tecnico per la stagione 2013-2014 è Nike, mentre lo sponsor ufficiale è la rete televisiva sportiva globale beIN Sports.
| Casa | Trasferta |  |

## Organigramma societario
Area tecnica
- Allenatore: Farid Benstiti
- Vice allenatore: Christophe Gamel
- Preparatore dei portieri: José Da Silva
- Preparatore atletico: Dimitri Lipoff
- Fisioterapisti: Gwenaëlle Pelé
- Medico sociale: Thong N'Guyen

## Rosa
| N. |                        | Ruolo | Calciatrice                 |
| -- | ---------------------- | ----- | --------------------------- |
| 1  | Polonia (bandiera)     | P     | Katarzyna Kiedrzynek        |
| 2  | Francia (bandiera)     | C     | Kenza Dali                  |
| 3  | Francia (bandiera)     | D     | Laure Boulleau              |
| 4  | Francia (bandiera)     | D     | Laura Georges               |
| 5  | Francia (bandiera)     | D     | Sabrina Delannoy (capitano) |
| 7  | Stati Uniti (bandiera) | A     | Lindsey Horan               |
| 8  | Francia (bandiera)     | D     | Nonna Debonne               |
| 10 | Germania (bandiera)    | C     | Linda Bresonik              |
| 11 | Francia (bandiera)     | D     | Jessica Houara              |
| 12 | Francia (bandiera)     | A     | Léa Declerq                 |
| 13 | Germania (bandiera)    | D     | Annike Krahn                |
| 14 | Francia (bandiera)     | C     | Kheira Hamraoui             |

| N. |                        | Ruolo | Calciatrice        |
| -- | ---------------------- | ----- | ------------------ |
| 15 | Francia (bandiera)     | A     | Ouleymata Sarr     |
| 16 | Francia (bandiera)     | P     | Karima Benameur    |
| 17 | Francia (bandiera)     | C     | Aurélie Kaci       |
| 18 | Francia (bandiera)     | A     | Marie-Laure Delie  |
| 20 | Francia (bandiera)     | C     | Caroline Pizzala   |
| 23 | Italia (bandiera)      | D     | Sara Gama          |
| 24 | Francia (bandiera)     | C     | Ghoutia Karchouni  |
| 27 | Stati Uniti (bandiera) | C     | Tobin Heath        |
| 28 | Costa Rica (bandiera)  | C     | Shirley Cruz Traña |
| 29 | Svezia (bandiera)      | A     | Kosovare Asllani   |
| 30 | Francia (bandiera)     | P     | Véronique Pons     |

## Calciomercato

### Sessione estiva
| Acquisti | Acquisti             | Acquisti        | Acquisti    |
| R.       | Nome                 | da              | Modalità    |
| -------- | -------------------- | --------------- | ----------- |
| P        | Katarzyna Kiedrzynek | Górnik Łęczna   | [ 1 ]       |
| D        | Sara Gama            | Brescia         | [ 2 ]       |
| D        | Laura Georges        | Olympique Lione | [ 3 ] [ 4 ] |
| C        | Léa Declercq         | Hénin-Beaumont  | [ 4 ]       |
| C        | Ghoutia Karchouni    | Olympique Lione | [ 4 ]       |
| A        | Marie-Laure Delie    | Montpellier     | [ 3 ] [ 4 ] |

| Cessioni | Cessioni           | Cessioni            | Cessioni |
| R.       | Nome               | a                   | Modalità |
| -------- | ------------------ | ------------------- | -------- |
| P        | Bérangère Sapowicz |                     | ritiro   |
| D        | Mariane Amaro      | VGA Saint-Maur      |          |
| C        | Saïda Akherraze    | Saint-Étienne       |          |
| C        | Élodie Bayle       | Marseille FAMF      |          |
| C        | Ella Kaabachi      | Rodez               | [ 5 ]    |
| C        | Léa Rubio          | Olympique Marsiglia | [ 6 ]    |
| A        | Allison Blais      | Yzeure              | [ 7 ]    |
| A        | Leïla Maknoun      | Guingamp            | [ 8 ]    |

### Sessione invernale
| Acquisti | Acquisti    | Acquisti        | Acquisti |
| R.       | Nome        | da              | Modalità |
| -------- | ----------- | --------------- | -------- |
| C        | Tobin Heath | Portland Thorns | [ 9 ]    |

| Cessioni | Cessioni | Cessioni | Cessioni |
| R.       | Nome     | a        | Modalità |
| -------- | -------- | -------- | -------- |
|          |          |          |          |

## Risultati

### Division 1

#### Girone di andata
| Arbitro: | Nicolosi |

|  |           |                    |
|  | Marcatori | 38’ Kaci 55’ Delie |

| Arbitro: | Craipeau |

|                                      |           |  |
| Delie 39’ Georges 54’, 65’ Horan 83’ | Marcatori |  |

| Arbitro: | Coppola |

|                          |           |                         |
| Tandia 27’ Bourgouin 54’ | Marcatori | 28’ Dali 46’, 71’ Delie |

| Arbitro: | Robin |

|  |           |                                     |
|  | Marcatori | 53’ Nécib 70’ Schelin 90+2’ Tonazzi |

| Arbitro: | Maubacq |

|             |           |                     |
| Makanza 25’ | Marcatori | 40’ Delie 70’ Horan |

| Arbitro: | Guillemin |

|                            |           |  |
| Horan 66’, 90’ Debonne 88’ | Marcatori |  |

| Arbitro: | Vanstaevel |

|  |           |                                                |
|  | Marcatori | 6’, 32’, 57’, 90+1’ Delie 11’ Asllani 77’ Dali |

| Arbitro: | Nicolosi |

|                                                 |           |  |
| Bresonik 13’, 34’, 60’ Horan 14’ Boulleau 90+1’ | Marcatori |  |

| Arbitro: | Craipeau |

|  |           |           |
|  | Marcatori | 38’ Delie |

| Arbitro: | Bartnik |

|                                                                             |           |  |
| Delannoy 15’ Bresonik 49’ Asllani 64’ Pascal 71’ (aut.) Delie 74’, 86’, 89’ | Marcatori |  |

| Arbitro: | Bonnin |

|  |           |              |
|  | Marcatori | 38’ Brétigny |

#### Girone di ritorno
| Arbitro: | Efe |

|  |           |                                                                                |
|  | Marcatori | 6’ Pizzala 8’ Krahn 21’, 26’, 68’ Delie 31’ Bresonik 33’, 45’ Horan 90+1’ Sarr |

| Arbitro: | Maubacq |

|                                                                  |           |  |
| Sarr 2’ Horan 6’, 75’ Tandia 30’ (aut.) Asllani 62’ Boulleau 89’ | Marcatori |  |

| Arbitro: | Zinck |

|  |           |             |
|  | Marcatori | 45’ Georges |

| Arbitro: | Maubacq |

|                   |           |  |
| Delie 7’ Cruz 70’ | Marcatori |  |

| Arbitro: | Bartnik |

|             |           |                                                                                  |
| Iloudje 80’ | Marcatori | 13’ (rig.), 18’ (rig.) Delannoy 25’, 45’ Asllani 39’ Houara d'Hommeaux 86’ Delie |

| Arbitro: | Mougeot |

|                                           |           |  |
| Dali 3’, 36’, 90+1’ Houara d'Hommeaux 73’ | Marcatori |  |

| Saint-Étienne 23 marzo 2014, ore 15:00 CET 18ª giornata | Saint-Étienne | 0 – 0 referto | Paris Saint-Germain | Stadio Léon Nautin (300 spett.)\| Arbitro: \| Ily \| |
| Arbitro:                                                | Ily           |               |                     |                                                      |

| Arbitro: | Labadot |

|                                                                                        |           |  |
| Horan 2’, 26’ Bresonik 15’, 66’, 85’ Hamraoui 31’ Georges 45’, 82’ Delie 70’, 80’, 87’ | Marcatori |  |

| Arbitro: | Nicolosi |

|  |           |                                 |
|  | Marcatori | 37’ Delie 54’ Asllani 77’ Horan |

| Arbitro: | Craipeau |

|                        |           |                     |
| Thiney 6’ Guilbert 85’ | Marcatori | 16’ Delie 74’ Horan |

| Arbitro: | Vanstaevel |

|                                      |           |  |
| Horan 22’ Delie 58’, 76’ Asllani 62’ | Marcatori |  |

### Coppa di Francia
| Sainte-Geneviève-des-Bois 26 gennaio 2014, ore 14:30 CET 2º turno federale  | Val d'Orge | 0 – 3 referto referto 2                   | Paris Saint-Germain | Stadio Parc des Sports Léo Lagrange |
| \| \| \| \| \| \| Marcatori \| 14’ Houara d'Hommeaux 52’ Heath 75’ Horan \| |            |                                           |                     |                                     |
|                                                                             |            |                                           |                     |                                     |
|                                                                             | Marcatori  | 14’ Houara d'Hommeaux 52’ Heath 75’ Horan |                     |                                     |

| Algrange 16 febbraio 2014, ore 15:00 CET Sedicesimi di finale                      | Algrange  | 0 – 5 referto referto 2                          | Paris Saint-Germain | Stadio du Batzenthal 1 (oltre 2 000 spett.) |
| \| \| \| \| \| \| Marcatori \| 7’ Delannoy 12’ Hamraoui 64’, 77’ Delie 74’ Dali \| |           |                                                  |                     |                                             |
|                                                                                    |           |                                                  |                     |                                             |
|                                                                                    | Marcatori | 7’ Delannoy 12’ Hamraoui 64’, 77’ Delie 74’ Dali |                     |                                             |

| Hénin-Beaumont 16 marzo 2014, ore 15:00 CET Ottavi di finale | Hénin-Beaumont | 0 – 2 referto       | Paris Saint-Germain | Stadio Stade Octave-Birembaut |
| \| \| \| \| \| \| Marcatori \| 34’ Horan 57’ Delie \|        |                |                     |                     |                               |
|                                                              |                |                     |                     |                               |
|                                                              | Marcatori      | 34’ Horan 57’ Delie |                     |                               |

| Arbitro: | Efe |

|  |           | |
|  | Marcatori | 23’ (rig.) Delannoy 26’ Bresonik 28’ Pizzala 44’ Horan 49’, 76’ Delie 53’ Hamraoui 75’, 90+1’ Sarr |

| Arbitro: | Bonnin |

|  |           |                                                     |
|  | Marcatori | 39’ Cruz 44’ Horan 56’ Bresonik 70’, 72’, 81’ Delie |

| Arbitro: | Séverine Zinck |

|                           |           |  |
| Dickenmann 58’ Franco 61’ | Marcatori |  |

### UEFA Women's Champions League
| Arbitro: | Monzul' |

|                |           |                     |
| Press 21’, 66’ | Marcatori | 36’ (rig.) Delannoy |

| Parigi 16 ottobre 2013, ore 20:55 CEST Sedicesimi di finale - ritorno | Paris Saint-Germain | 0 – 0 referto | Tyresö FF | Stadio Sébastien Charléty (591 spett.)\| Arbitro: \| Albon \| |
| Arbitro:                                                              | Albon               |               |           |                                                               |

## Statistiche

### Statistiche di squadra
| Competizione     | Punti | In casa | In casa | In casa | In casa | In casa | In casa | In trasferta | In trasferta | In trasferta | In trasferta | In trasferta | In trasferta | Totale | Totale | Totale | Totale | Totale | Totale | DR  |
| Competizione     | Punti | G       | V       | N       | P       | Gf      | Gs      | G            | V            | N            | P            | Gf           | Gs           | G      | V      | N      | P      | Gf     | Gs     | DR  |
| ---------------- | ----- | ------- | ------- | ------- | ------- | ------- | ------- | ------------ | ------------ | ------------ | ------------ | ------------ | ------------ | ------ | ------ | ------ | ------ | ------ | ------ | --- |
| Division 1       | 78    | 11      | 9       | 0       | 2       | 46      | 4       | 11           | 9            | 2            | 0            | 35           | 6            | 22     | 18     | 2      | 2      | 81     | 10     | +71 |
| Coppa di Francia | -     | -       | -       | -       | -       | -       | -       | 6            | 5            | 0            | 1            | 25           | 2            | 6      | 5      | 0      | 1      | 25     | 2      | +23 |
| Champions League | -     | 1       | 0       | 1       | 0       | 0       | 0       | 1            | 0            | 0            | 1            | 1            | 2            | 2      | 0      | 1      | 1      | 1      | 2      | -1  |
| Totale           | -     | 12      | 9       | 1       | 2       | 46      | 4       | 18           | 14           | 2            | 2            | 61           | 10           | 30     | 23     | 3      | 4      | 107    | 14     | +93 |

### Andamento in campionato
| Giornata  | 1 | 2 | 3 | 4 | 5 | 6 | 7 | 8 | 9 | 10 | 11 | 12 | 13 | 14 | 15 | 16 | 17 | 18 | 19 | 20 | 21 | 22 |
| --------- | - | - | - | - | - | - | - | - | - | -- | -- | -- | -- | -- | -- | -- | -- | -- | -- | -- | -- | -- |
| Luogo     | T | C | T | C | T | C | T | C | T | C  | C  | T  | C  | T  | C  | T  | C  | T  | C  | T  | T  | C  |
| Risultato | V | V | V | P | V | V | V | V | V | V  | P  | V  | V  | V  | V  | V  | V  | N  | V  | V  | N  | V  |
| Posizione | 4 | 2 | 3 | 4 | 2 | 2 | 2 | 2 | 2 | 2  | 3  | 2  | 2  | 2  | 2  | 2  | 2  | 2  | 2  | 2  | 2  | 2  |

Legenda:

Luogo: C = Casa; T = Trasferta. Risultato: V = Vittoria; N = Pareggio; P = Sconfitta.

### Statistiche delle giocatrici
| Giocatore         | Division 1 | Division 1 | Division 1  | Division 1 | Coppa di Francia | Coppa di Francia | Coppa di Francia | Coppa di Francia | Champions League | Champions League | Champions League | Champions League | Totale   | Totale | Totale      | Totale     |
| Giocatore         | Presenze   | Reti       | Ammonizioni | Espulsioni | Presenze         | Reti             | Ammonizioni      | Espulsioni       | Presenze         | Reti             | Ammonizioni      | Espulsioni       | Presenze | Reti   | Ammonizioni | Espulsioni |
| ----------------- | ---------- | ---------- | ----------- | ---------- | ---------------- | ---------------- | ---------------- | ---------------- | ---------------- | ---------------- | ---------------- | ---------------- | -------- | ------ | ----------- | ---------- |
| K. Asllani        | 17         | 7          | 0           | 0          | 2                | 0                | 0                | 0                | 2                | 0                | 0                | 0                | 21       | 7      | 0           | 0          |
| K. Benameur Taieb | 16         | -8         | 0           | 0          | 2                | 0                | 0                | 0                | 2                | -2               | 0                | 0                | 20       | -10    | 0           | 0          |
| L. Boulleau       | 18         | 2          | 0           | 0          | 5                | 0                | 0                | 0                | 2                | 0                | 0                | 0                | 25       | 2      | 0           | 0          |
| L. Bresonik       | 15         | 8          | 0           | 0          | 6                | 1                | 0                | 0                | 1                | 0                | 0                | 0                | 22       | 9      | 0           | 0          |
| S. Cruz           | 13         | 1          | 0           | 0          | 6                | 1                | 0                | 0                | 2                | 0                | 0                | 0                | 21       | 2      | 0           | 0          |
| K. Dali           | 22         | 6          | 3           | 0          | 5                | 1                | 0                | 0                | 1                | 0                | 0                | 0                | 28       | 7      | 3           | 0          |
| N. Debonne        | 3          | 1          | 0           | 0          | 3                | 0                | 0                | 0                | -                | -                | -                | -                | 6        | 1      | 0           | 0          |
| L. Declercq       | 7          | 0          | 0           | 0          | 2                | 0                | 0                | 0                | -                | -                | -                | -                | 9        | 0      | 0           | 0          |
| S. Delannoy       | 21         | 3          | 1           | 0          | 6                | 2                | 0                | 0                | 2                | 1                | 0                | 0                | 29       | 6      | 1           | 0          |
| M-L. Delie        | 20         | 24         | 0           | 0          | 5                | 8                | 0                | 0                | 2                | 0                | 0                | 0                | 27       | 32     | 0           | 0          |
| S. Gama           | 2          | 0          | 0           | 0          | 0                | 0                | 0                | 0                | -                | -                | -                | -                | 2        | 0      | 0           | 0          |
| L. Georges        | 19         | 5          | 3           | 0          | 6                | 0                | 0                | 0                | 2                | 0                | 1                | 0                | 27       | 5      | 4           | 0          |
| K. Hamraoui       | 17         | 1          | 2           | 0          | 5                | 2                | 1                | 0                | 0                | 0                | 0                | 0                | 22       | 3      | 3           | 0          |
| T. Heath          | 7          | 0          | 0           | 0          | 4                | 1                | 0                | 0                | 2                | 0                | 0                | 0                | 13       | 1      | 0           | 0          |
| L. Horan          | 18         | 14         | 1           | 0          | 6                | 5                | 0                | 0                | 2                | 0                | 0                | 0                | 26       | 19     | 1           | 0          |
| J. Houara         | 18         | 2          | 0           | 0          | 5                | 1                | 0                | 0                | 2                | 0                | 0                | 0                | 25       | 3      | 0           | 0          |
| A. Kaci           | 16         | 1          | 1           | 0          | 0                | 0                | 0                | 0                | 2                | 0                | 0                | 0                | 18       | 1      | 1           | 0          |
| G. Karchouni      | 6          | 0          | 0           | 0          | 0                | ?                | ?                | ?                | 1                | 0                | 0                | 0                | 7        | 0+     | 0+          | 0+         |
| K. Kiedrzynek     | 4          | -2         | 1           | 0          | 4                | -2               | 0                | 0                | -                | -                | -                | -                | 8        | -4     | 1           | 0          |
| A. Krahn          | 21         | 1          | 0           | 0          | 4                | 0                | 0                | 0                | 2                | 0                | 0                | 0                | 27       | 1      | 0           | 0          |
| C. N'Gazi         | 0          | 0          | 0           | 0          | ?                | ?                | ?                | ?                | -                | -                | -                | -                | 0+       | 0+     | 0+          | 0+         |
| C. Pizzala        | 17         | 1          | 1           | 0          | 5                | 1                | 0                | 0                | 0                | 0                | 0                | 0                | 22       | 2      | 1           | 0          |
| V. Pons           | 2          | 0          | 0           | 0          | 0                | 0                | 0                | 0                | 0                | 0                | 0                | 0                | 2        | 0      | 0           | 0          |
| O. Sarr           | 2          | 2          | 0           | 0          | 2                | 2                | 0                | 0                | -                | -                | -                | -                | 4        | 4      | 0           | 0          |